# Svensk standard

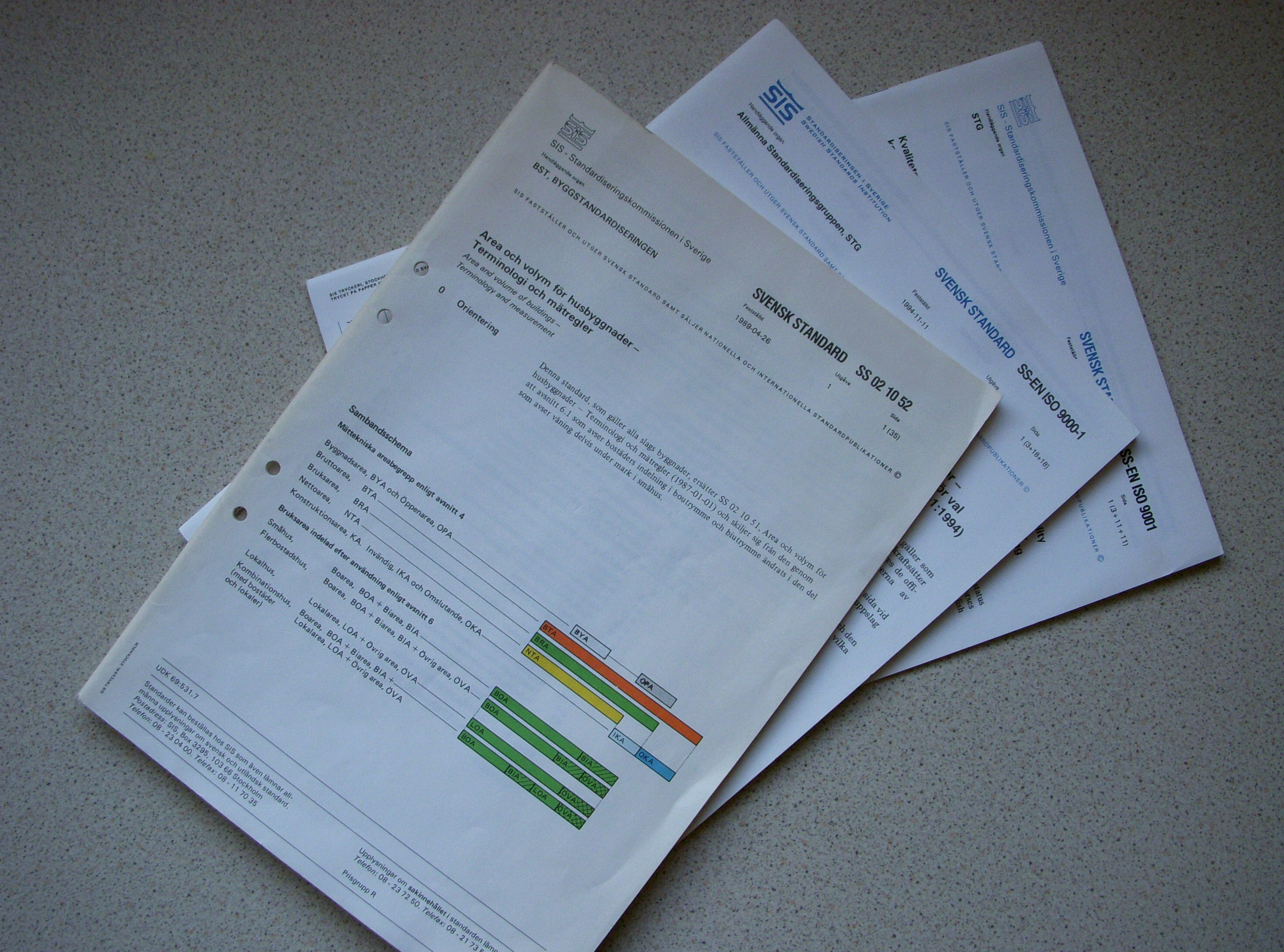
Några publikationer från Svensk Standard

Svensk standard är en standard som fastställs av någon av de tre organisationerna Svenska institutet för standarder, SIS, SEK Svensk Elstandard och ITS, Informationstekniska standardiseringen som är usedda av regeringen att vara av staten erkända svenska standardiseringsorgan, vart och ett inom sitt ansvarsområde. Svensk standard har beteckning som inleds med bokstäverna "SS", t.ex. SS 436 40 00, SS-EN ISO 9000. 